# 先鋒金屬
先鋒金屬（英語：Avant-garde metal），也稱實驗金屬或藝術金屬，是重金屬音樂的一個次分類，特色在於使用創新、先鋒派的元素、大量的實驗，以及使用不標準的音效、樂器和歌曲結構。最早的先鋒金屬樂團有蠻夷寒霜（Celtic Frost）和Master's Hammer。

## 特色
|  | 先鋒金屬不能與黑金、死金、鞭金等其他重金屬視為相同。這些音樂分別有類似的美學和思想，讓屬於同類型的樂團有強烈的共性。另一方面，先鋒金屬沒有共同的美學或思想。因此，這些樂團不能使用共通的觀點，必須獨立討論，個別評論。 |

先鋒金屬意味著樂團或音樂家「將創新的元素與金屬結合在一起，打破音樂的習慣、藩籬與邊界。」先鋒金屬也被描述為「藉由實驗新奇的音效、怪異的唱腔、不依慣例的歌曲結構、節奏和旋律、奇特的歌詞及罕見的插圖創造出深奧且怪異氣氛的一種藝術。」
Angizia的 Michael Haas 認為先鋒金屬是「故意疏離傳統聆聽及作曲習慣」，而 Fleurety 的 Svein Egil Hatlevik 將先鋒金屬視為「一種作出不僅是一般金屬音樂的美學思想」。他也認為重金屬音樂是一個「先鋒金屬有其存在意義的領域」，因為重金屬界是「世界上對於藝術實踐最保守的領域之一。」不過，並非每個人都同意使用「先鋒金屬」作為重金屬的子類型。 Kekal 的 Jeff Arwadi 提醒：「建立新的子類型，只會帶來限制，而且我不認為建立一個子類型去限制創意與表現是明智的方式。」The Amenta 的 Chlordane 對於重金屬音樂將「作出一些稍微特別作品的人」認為是先鋒金屬抱持著不同意見。他主張不該使用「先鋒」這名詞，除非樂團「將音樂往前推進」，他進一步表示將古典音樂用在金屬中不是「先鋒」，因為「已經做過了」、「不是新的」、「沒有貢獻」。

## 與前衛金屬的差異
雖然前衛金屬與先鋒金屬都具有實驗性質及不平常的想法，但這兩種音樂類型仍有許多差異。前衛金屬的實驗性質大部分是以傳統樂器演奏複雜節奏與歌曲結構，而先鋒金屬的實驗性質則是在使用不常見的音樂與樂器。前衛金屬強調技巧與理論上的複雜性（如奇特的拍子記號、複雜的歌曲形式、融合爵士樂的影響），而先鋒金屬則更脫離正統，傾向於懷疑傳統的音樂手法。

## 延伸閱讀
- Christe, Ian, , Sound of the Beast: The Complete Headbanging History of Heavy Metal (Harper Paperbacks), ISBN 0749083514
- Niederwieser, Chrystof,  (PDF), Avantgarde Metal Magazine, December 2007, 1 (1)  [2008-03-27], （原始内容存档 (PDF)于2008-12-30）

## 外部連結
- Avantgarde-Metal.com（页面存档备份，存于）